# Ram Narayan
Pour les articles homonymes, voir RAM et Narayan.
Pandit Ram Narayan (en hindi : राम नारायण), né le 25 décembre 1927 à Udaipur  (Rajasthan, Inde britannique) et mort le 9 novembre 2024, est un musicien indien, qui a popularisé le sarangi comme un instrument solo dans la musique hindoustanie.

## Biographie
Ram Narayan est né à Udaipur et a appris à jouer du sarangi à un âge précoce, tout en étant initié au chant. Il a enseigné la musique dès l'adolescence. Ram Narayan a été embauché comme accompagnateur de chanteurs à la All India Radio de Lahore en 1944. Il s'est exilé à Delhi après la partition de l'Inde en 1947. Frustré de son rôle de soutien, Ram Narayan s'est rendu à Bombay afin de travailler dans le cinéma indien en 1949.
Après une tentative infructueuse en 1954, Ram Narayan est devenu un concertiste soliste en 1956 et, plus tard, il a cessé l'accompagnement. Il a commencé à enregistrer des albums solo et tout en faisant des tournées en Amérique et en Europe dans les années 1960. Il a reçu l'honneur civil indien, la Padma Vibhushan, en 2005.

### Famille
Son fils, Brij Narayan, est un joueur de sarod. Sa fille, Aruna Narayan Kalle, joue aussi du sarangi. Son frère aîné, Chatur Lal, était un percussionniste, dont le jeu au tablâ était réputé.

## Discographie
| Année   | Titre de l'album                                                          | Label                                      | Format   | Liste des titres | Musiciens                                                     |
| ------- | ------------------------------------------------------------------------- | ------------------------------------------ | -------- | --- | ------------------------------------------------------------- |
| c. 1950 | Ram Narayan – Sarangi                                                     | The Gramophone Company (HMV N 92514)       | 78 tours | 1. Lalit 2. Marva |                                                               |
| c. 1950 | Ram Narayan – Sarangi Solo                                                | Gramophone (HMV N 92520)                   | 78 tours | 1. Pilu thumri 2. Gujari Todi |                                                               |
| c. 1950 | Ram Narayan – Sarangi                                                     | Gramophone (HMV N 92619)                   | 78 tours | 1. Gunkali 2. Puria Kalyan |                                                               |
| c. 1957 | Ram Narayan Plays Sarangi The Indian Musical Instrument                   | A Treasure from Solomon's Mines (SME 3/4)  | 33 tours | 1. Asavari 2. Des | Abdul Karim : tabla Enregistré en 1951                        |
| 1961    | Ramnarain – Sarangi                                                       | Gramophone (HMV 7 EPE 1212)                | 33 tours | 1. Gavati 2. Chandrakauns |                                                               |
| 1962    | Ramnarain – Sarangi                                                       | Gramophone (HMV 7 EPE 1251)                | 33 tours | 1. Bhairavi thumri 2. Jog | Chatur Lal : tabla                                            |
| 1964    | Inde du Nord Ragas du Matin et du Soir                                    | BAM (LD 094)                               | 33 tours | 1. Shuddh Todi 2. Tala Lila Vihan 3. Marva | Chatur Lal : tabla                                            |
| 1967    | Beat and Bow                                                              | Gramophone (HMV EALP 1312)                 | LP       | 1. Tintal 2. Patadeep 3. Mishra Khamaj thumri | Chatur Lal : tabla (1) Nizamuddin Khan : tabla (2, 3)         |
| 1968    | Sarangi – The Voice of a Hundred Colors Instrumental Music of North India | Nonesuch (H 72030)                         | 33 tours | 1. Nand-Kedar 2. Jogia thumri 3. Khamaj dhun | Mahapurush Misra : tabla                                      |
| 1968    | Pandit Ram Narayan – Sarangi                                              | Gramophone (HMV EALP 1327)                 | 33 tours | 1. Saraswati 2. Marubihag 3. Pilu thumri | Manikrao Popatkar : tabla                                     |
| 1969    | Ram Narain – Sarangi                                                      | Gramophone (HMV EASD 1340)                 | 33 tours | 1. Gujari Todi 2. Lalit 3. Bhairavi keharwa | Shashi Bellare : tabla                                        |
| 1970    | Pandit Ramnarain – Sarangi Recital                                        | Gramophone (HMV EASD 1361)                 | 33 tours | 1. Yaman 2. Des thumri 3. Komal Rishabh Asavari 4. Dhun | Shashi Bellare : tabla (1, 2) Suresh Talwalkar : tabla (3, 4) |
| 1971    | Inde du Nord Pandit Ram Narayan – Sarangi                                 | Ocora (OCR 69)                             | LP       | 1. Bairagi-Bhairav 2. Madhuvanti 3. Kirvani | Suresh Talwalkar : tabla                                      |
| 1975    | Master of the Sarangi Classical Music of India                            | Nonesuch (H 72062)                         | 33 tours | 1. Sri 2. Jhaptal 3. Bhupal Todi 4. Kafi Malhar | Suresh Talwalkar : tabla                                      |
| 1975    | Raga Puria Kalyan Pandit Ram Narayan – Sarangi                            | Amigo (AMLP 861)                           | 33 tours | 1. Puria Kalyan | Suresh Talwalkar : tabla                                      |
| 1979    | Ram Narayan (Sarangi)                                                     | STIL (2611S78)                             | 33 tours | 1. Saraswati 2. Mishra Bhairavi 3. Jogia | Suresh Talwalkar : tabla                                      |
| 1981    | Pandit Ram Narayan The Sarangi Maestro                                    | Polydor (2392 967)                         | 33 tours | 1. Puriya Dhanashree 2. Mishra Tilang | Samta Prasad : tabla                                          |
| 1984    | Ram Narayan – Stil's Sunday Solo                                          | STIL (1804S82)                             | 33 tours | 1. Shudh Sarang 2. Multani | Suresh Talwalkar : tabla                                      |
| 1984    | Ram Narayan en Concert                                                    | Ocora (558624/25)                          | LP       | 1. Purya Kalyan 2. Mishra Pilu 3. Shankara | Suresh Talwalkar (1, 2) : tabla Shiv Narayan (3) : tabla      |
| 1988    | Rag Bhupal Tori, Rag Patdip                                               | Nimbus (NI 5119)                           | CD       | 1. Rag Bhupal Tori 2. Rag Patdip | Suresh Talwalkar : tabla                                      |
| 1989    | Rag Lalit                                                                 | Nimbus (NI 5183)                           | CD       | 1. Rag Lalit | Suresh Talwalkar : tabla                                      |
| 1989    | Volume 1                                                                  | Ocora (OCR 83)                             | CD       | 1. Rag Purya-Kalyan: Alap, Jor, Jhala 2. Rag Purya-Kalyan: Bandish, Drut | Suresh Talwalkar : tabla                                      |
| 1990    | Rag Shankara, Rag Mala in Jogia                                           | Nimbus (NI 5245)                           | CD       | 1. Rag Shankara 2. Rag Mala in Jogia | Anindo Chatterjee : tabla                                     |
| 1991    | Maestro's Choice                                                          | Music Today (CD A 91009)                   | CD       | 1. Raga Marwa 2. Mishra Des 3. Mishra Bhairavi | Subhash Chandra : tabla                                       |
| 1994    | Masters of Raga                                                           | WERGO (SM 1601-2)                          | CD       | 1. Rag Marwa : Alap 2. Rag Marwa : Gats in Teental and Ektal 3. Rag Mishra Pilu : Alap and Gats in Chachar and Teental                                                        | Suresh Talwalkar : tabla                                      |
| 1995    | Sarangee Wadan                                                            | Venus Records & Tapes Pvt. Ltd. (VCDD-326) | CD       | 1. Raga Bhatiyar 2. Raga Madhuwanti 3. Mishra Khamaj Thumri |                                                               |
| 1997    | Sonorous Strings of Sarangi                                               | Oriental (CD-118)                          | CD       | 1. Raga : Gujri Todi : Vilambit Gat in Teental 2. Raga : Behag : Madhya Laya Gat in Teental 3. Raga : Misra Bhairavi                                                          | Sukhvinder Singh : tabla                                      |
| 2002    | Raga Jaunpuri and Raga Kafi Malhar                                        | Zig-Zag Territoires (ZZTI 021101)          | CD       | 1. Raga Jaunpuri 2. Raga Kafi Malhar | Vineet Vias : tabla                                           |
| 2002    | Raga Alhayia Bilaval, Raga Mishra Bhairavi                                | Nimbus (NI 5636)                           | CD       | 1. Raga Alhaiya Bilaval: Alap 2. Raga Alhaiya Bilaval: Compositions in slow and fast Tintal 3. Raga Mishra Bhairavi: Alap 4. Raga Mishra Bhairavi: Composition in fast Tintal | Anindo Chatterjee : tabla                                     |
| 2005    | Immortal Essence Sarangi: Pt. Ram Narayan                                 | Universal Music India (06024 982 9612)     | CD       | 1. Raga Jogia 2. Raga Shuddha Sarang 3. Raga Darbari | Dilshad Khan : tabla                                          |

## Sources
- Neil Sorrell, Narayan, Ram. Indian music in performance: a practical introduction. Manchester University Press, 1980.
- Joep Bo, The Voice of the Sarangi. In : National Centre for the Performing Arts (dir.): Quarterly Journal. 15, 16, n. 3, 4; 1, Mumbai, Indien, 1er mars 1987, (p. 152, 154–155).